# Orla vas
Orla vas – wieś w Słowenii, w gminie Braslovče. 1 stycznia 2017 liczyła 200 mieszkańców.